# Carugate
Carugate là một đô thị ở tỉnh Milano, vùng Lombardia của Italia, khoảng15 km về phía đông bắc củaMilano. Đến thời điểm ngày 31 tháng 12 năm 2004, đô thị này có dân số 13.479 người và diện tích 5.4 km².
Carugate giáp các đô thị: Agrate Brianza, Caponago, Brugherio, Pessano con Bornago, Bussero, Cernusco sul Naviglio.